# Station Gelsted
Station Gelsted is een station in Gelsted in de  Deense gemeente  Middelfart. Het station ligt aan de spoorlijn van Nyborg naar Fredericia, de hoofdverbinding tussen Kopenhagen en Jutland. 
Gelsted kreeg een station in 1865. Het oorspronkelijke stationsgebouw werd in 1908 vervangen door het huidige stationsgebouw dat werd ontworpen door de spoorwegarchitect Heinrich Wenck. Het gebouw is nog aanwezig maar niet meer als station in gebruik.
Het station wordt bediend door de stoptrein tussen Odense en Fredericia.